# Antal Dunai
Antal Dunai, també conegut com a Dunai II, nascut Antal Dujmov, (Gara, 21 de març de 1943) és un exfutbolista hongarès de la dècada de 1970 i entrenador.
Debutà a primera divisió al Pécsi Dózsa, però la major part de la seva carrera la passà a Újpesti Dózsa de 1965 a 1977, acabant la seva carrera a Debreceni VSC. Fou 31 cops internacional amb la selecció d'Hongria. Guanyà la medalla d'or als Jocs Olímpics de 1968 i la d'argent als Jocs de 1972.
Posteriorment destacà com a entrenador a diversos clubs de la lliga espanyola, com Reial Betis, CE Castelló, Reial Múrcia o Llevant UE.